# Toyotomi Hideyoshi
Toyotomi Hideyoshi (豊臣秀吉?   2 de febrero de 1537-18 de septiembre de 1598) fue un daimio del período Sengoku que unificó Japón. Es conocido por sus invasiones de Corea y por haber dejado un abundante legado cultural, incluyendo la restricción de que solo miembros de la clase samurái pudiesen portar armas. De origen humilde, Hideyoshi se convirtió en uno de los hombres más importantes de la época, y sus reformas políticas pacificaron efectivamente el país y sentaron las bases del shogunato Tokugawa.

## Biografía

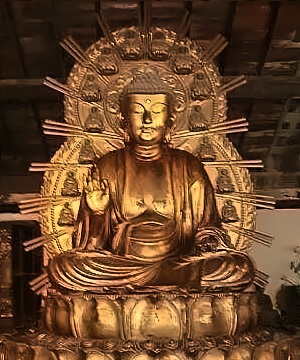
Réplica del Gran Buda de Kyoto (Gran Buda de Kyoto construido por Hideyoshi para mostrar su poder)

### Juventud
Poco se conoce con certeza sobre la vida de Hideyoshi antes de 1570, cuando su nombre empieza a aparecer en documentos y cartas hasta ahora preservadas. Su autobiografía empieza en 1577 pero en ella Hideyoshi habla muy poco sobre su pasado. La tradición dice que nació en Nakamura-ku, Nagoya, en la provincia de Owari, hogar del clan Oda. No tenía un linaje samurái evidente; su padre, llamado Yaemon, había servido como ashigaru en los ejércitos de Oda Nobuhide, padre de Oda Nobunaga, hasta que fue herido en batalla y tuvo que regresar a las labores de agricultura. Debido a circunstancias de nacimiento Hideyoshi no tuvo apellido. El nombre que se le dio en su infancia era Hiyoshimaru (‘Regalo del Sol’) aunque existen variaciones sobre el mismo.
Muchas leyendas relatan que Hideyoshi fue enviado a estudiar a un templo cuando era muchacho, pero que renunció al modo de vida del templo y huyó en busca de aventuras. Bajo el nombre 'Kinoshita Tokichiro', se unió al clan Imagawa como sirviente del gobernador local Matsushita Kahei. De ahí viajó hasta las tierras de Imagawa Yoshimoto, daimio de la provincia de Suruga, y sirvió ahí durante un tiempo, hasta que se fugó con una suma de dinero que le había encargado el samurái Matsushita Yukitsuna.

### Comienzos en el clan Oda
Cerca de 1557 regresó a Owari y se unió al clan Oda como un humilde sirviente. Se convirtió en uno de los portadores de sandalias de Nobunaga, y estuvo presente en la batalla de Okehazama de 1560, en la cual Nobunaga derrotó a Imagawa Yoshimoto y se convirtió en uno de los señores de la guerra más poderosos del período Sengoku. Tiempo después se le encargaron tareas más importantes. En 1561, Hideyoshi se casó con una aristócrata llamada Nene; para ese entonces su madre había contraído segundas nupcias con un tal Chikuami, con quien tuvo a Hashiba Hidenaga, su medio hermano.  Hideyoshi fue muy exitoso como diplomático. En 1564 consiguió, en buena medida por medio de sobornos, que un grupo de samurái se separaran del clan Saitō, de la provincia de Mino; entre esos samurái se hallaba el gran estratega Takenaka Hanbei. La fácil victoria de Oda Nobunaga sobre los Saitō en 1567 se debió en gran parte a sus estratagemas.
A pesar de sus orígenes humildes, Hideyoshi se convirtió en uno de los generales más distinguidos de Oda Nobunaga, y eventualmente tomó el nombre 'Hashiba Hideyoshi' (羽柴 秀吉). Ese nombre se derivaba de dos caracteres, cada uno tomado de los nombres de dos de los generales más importantes de Nobunaga, Niwa Nagahide (丹羽 長秀) y Shibata Katsuie (柴田 勝家). Asimismo, Hideyoshi era un personaje muy pintoresco, en especial como general y después como mandatario. Bajo de estatura y delgado, sus rasgos peculiares lo hacían parecido a un mono, razón por la cual Nobunaga, conocido por ser grosero, lo llamaba Saru (mono) y la «rata calva». Sobre él se decía que disfrutaba bastante del licor y de las mujeres, y que cuando era joven hacía amigos con facilidad. Tenía un sentido innato para la manipulación y para ver las intenciones de los otros hombres, atributos que sin duda le ayudaron en su ascenso a través de los rangos del clan Oda.
En 1570 mandó las tropas de Nobunaga durante la batalla de Anegawa, en la cual Oda Nobunaga se alió con Tokugawa Ieyasu para asediar dos fortalezas de los clanes Asai y Asakura. Tres años después, tras el éxito de las campañas contra los Asai y Asakura, Nobunaga nombró a Hideyoshi daimio de tres distritos en la parte norte de la provincia de Ōmi. Inicialmente radicado en la capital del clan Asai en Odani, Hideyoshi se desplazó a Kunitomo, y renombró a la ciudad Nagahama en honor a Oda Nobunaga. De ahí se dirigió a la ciudad costera de Imahama, donde empezó a trabajar en el Castillo Imahama, y tomó control de la cercana fábrica de armas de Kunimoto que había sido establecida algunos años atrás por los Asai y los Asakura. Bajo la administración de Hideyoshi la producción de la fábrica se incrementó drásticamente.

### Ascenso al poder
El 20 de junio de 1582 Oda Nobunaga y su hijo fueron asesinados en el templo Honnōji, en Kioto, por las tropas de Akechi Mitsuhide, general de Nobunaga. El incidente, conocido como «Incidente de Honnō-ji», trajo consigo grandes oportunidades no solo para Mitsuhide, sino también para Hideyoshi y el clan Mōri, dependiendo de cual de los dos se enterara de las noticias primero. A Mitsuhide le convenía que el jefe del clan Mōri, Terumoto, fuera el primero en enterarse, pues probablemente estaría en condiciones de enfrentar y contener al ejército de Hideyoshi. Sin embargo, el mensajero que Mitsuhide envió con las noticias de la muerte de Nobunaga fue aprehendido en menos de 48 horas y la carta que llevaba consigo fue entregada a Hideyoshi. Hideyoshi sabía que tenía que aprovechar la oportunidad: de los generales del clan Oda, solo él y Shibata Katsuie, el general en jefe del clan, eran capaces de tomar la iniciativa para vengar a Nobunaga. En ese momento Katsuie se hallaba en medio de una contienda con el clan Uesugi en la provincia de Etchū, razón por la cual tardaría en enfrentar a Mitsuhide. Por otro lado, aunque Hideyoshi estaba en condiciones de llegar rápidamente a Kioto, tenía antes que enfrentar al clan Mōri, quienes no estaban enterados de la muerte de Oda Nobunaga.
Desde abril de 1582, el clan Oda se hallaba en guerra con el clan Mōri. En ese contexto, bajo órdenes de Nobunaga, Hideyoshi emprendió el asedio al castillo Takamatsu, considerado una fortaleza impenetrable. El castillo era defendido por Shimizu Muneharu, un dedicado guerrero que había rechazado varios intentos de soborno. En ese entonces Hideyoshi había notado que el castillo yacía sobre una planicie bajo el nivel del mar, y ordenó que se desviaran las aguas del cercano río Ashimōrigawa hacia el castillo, inundándolo.

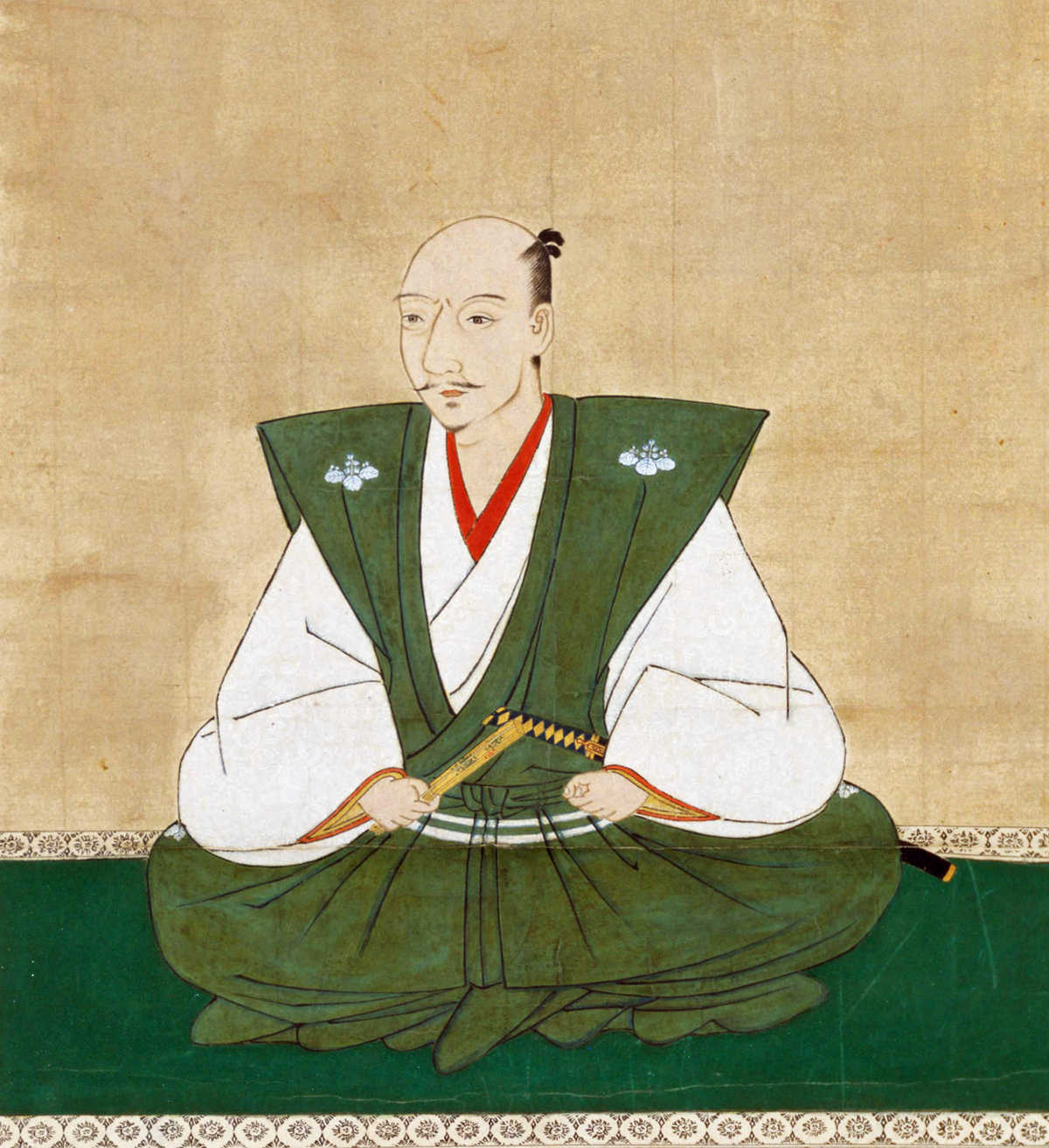
Oda Nobunaga.

Si quería aprovechar la coyuntura y llegar a Kioto, Hideyoshi debía tomar el castillo lo más pronto posible, pues solo así el clan Mōri estaría dispuesto a negociar. Fue entonces cuando Hideyoshi decidió comunicarse directamente con Shimizu Muneharu y le prometió que no lastimaría ni a su familia ni a sus soldados si se rendía. Muneharu, quien conocía las deplorables condiciones en que se encontraban sus soldados por la inundación del castillo, aceptó la propuesta y cometió seppuku. Hideyoshi entonces se apresuró a entablar negociaciones de paz con los Mori, y Terumoto acordó ceder las provincias ocupadas por el clan Oda: Hōki, Mimasaka y Bitchū.
Así, apenas dos días después del asesinato de Nobunaga, Hideyoshi ingresó a Takamatsu y después no tardó en realizar preparativos para avanzar hacia la capital, Kioto. Pero primero se dirigió a la provincia de Settsu, a la que llegó tras cuatro días de marcha forzada. Ahí tomó a Mitsuhide desprevenido y lo derrotó en la batalla de Yamazaki. Entonces los generales de Nobunaga se reunieron para elegir un sucesor formal para dirigir el clan. Por un lado, el general en jefe del clan Oda, Shibata Katsuie, apoyó a Oda Nobutaka como posible sucesor de su padre. En cambio, Hideyoshi decidió llevarle la contraria apoyando al nieto mayor de Nobunaga, Oda Hidenobu.
El tema de la sucesión fue acaloradamente debatido en las «Conferencias de Kiyosu», donde el dominio del clan Oda fue dividido entre los más importantes generales; Hideyoshi recibió las provincias de Yamashiro, Tamba y Kawachi, mientras que Shibata retuvo Echizen y agregó Ōmi a su feudo. Takigawa Kazumasu, oponente de Hideyoshi en Kiyosu, recibió Ise, la cual fortificó en caso de que ocurriera una guerra. No se llegó a un acuerdo. Quizá todo el asunto fuera una mera formalidad para Hideyoshi, con el fin de establecer su legitimidad como sucesor de facto de Nobunaga e imponerse sobre sus opositores. Esta posibilidad puede fundamentarse en una carta que envió durante este período a una de sus jóvenes consortes, que decía lo siguiente:

Cuando haya tiempo recuperaré Osaka e instalaré a mis hombres ahí. Les ordenaré que echen abajo los castillos de todo el territorio y prevengan futuras rebeliones y mantengan la Nación en paz durante cincuenta años.

Cuando se ganó el apoyo de dos ancianos generales del clan, Niwa Nagahide e Ikeda Tsuneoki, Hideyoshi fortaleció la posición de Hidenobu y al mismo tiempo incrementó su influencia dentro del clan Oda. Pronto aumentó la tensión entre Shibata y Hideyoshi, dando lugar a la batalla de Shizugatake, al año siguiente, en la cual Hideyoshi derrotó a Shibata y se estableció como sucesor de facto de Nobunaga, al frente del clan Oda. En 1583, Hideyoshi empezó la construcción del castillo Osaka. Sin embargo, Hideyoshi aún no se había consolidado en el poder dentro del clan. Otro hijo de Nobunaga, Oda Nobukatsu, aun le era hostil. En la primavera de 1584 Tokugawa Ieyasu y Nobukatsu se aliaron y empezaron a hacer declaraciones difamatorias contra Hideyoshi al mismo tiempo que pedían el apoyo de los otros clanes.

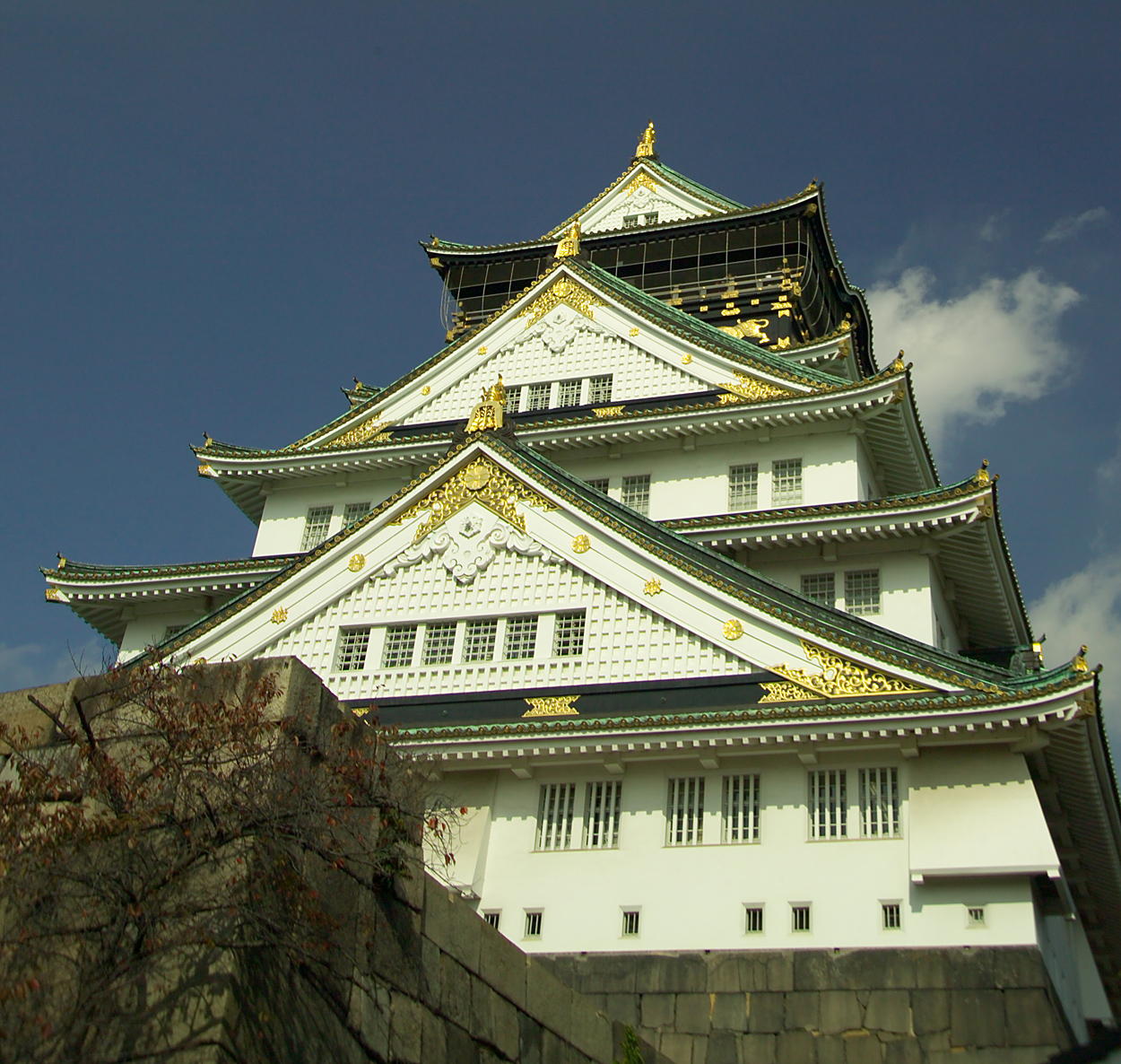
El Castillo Osaka, reconstruido tras la Segunda Guerra Mundial.

Ieyasu tomó la iniciativa e invadió la provincia de Owari, pero el 7 de mayo de 1584 Hideyoshi respondió tomando el mando de un ejército, que se encaminó hacia esa provincia. Antes de que los dos bandos se enfrentaran, el general Ikeda Nobuteru sugirió a Hideyoshi que, como la mayoría de las tropas de Ieyasu estaban desplegadas en Owari, podían atacar la provincia de Mikawa, relativamente indefensa. Consecuentemente, Tokugawa no tendría otra opción más que retirarse para hacer frente a la amenaza, y en ese momento Hideyoshi podría presionar lo suficiente como para conseguir un arreglo. Hideyoshi aprobó el plan y envió a Nobuteru, quien se hizo acompañar por sus dos hijos mayores, a llevarlo a cabo. Desafortunadamente para la familia Ikeda, los moradores le informaron a Ieyasu de sus movimientos, y este pudo organizar su ejército para sorprenderlos por la retaguardia, el 15 de mayo cerca de Nagakute. Durante la batalla de Komaki y Nagakute, Nobuteru y su hijo Yukisuke murieron y el ejército huyó. Entonces en vez de enfrentarse al poderoso Ieyasu, Hideyoshi decidió atacar a su aliado Nobukatsu, cuyo ejército era mucho más vulnerable. Nobukatsu sufrió una serie de derrotas, y para diciembre estaba ansioso por conseguir una solución diplomática a la crisis. Finalmente firmó la paz con Hideyoshi, y Tokugawa no tuvo otra opción que firmar la paz en enero. Así terminó el pretexto para la guerra entre los clanes Tokugawa y Hashiba. Eventualmente Tokugawa consintió en convertirse en vasallo de Hashiba Hideyoshi.
Una vez terminadas las hostilidades con Tokugawa, Hideyoshi se dispuso a consolidar los dominios del clan Oda. Como territorios personales tomó las provincias centrales y más importantes, mientras que en los restantes territorios designó como gobernadores tanto a los antiguos dependientes del clan como a sus seguidores personales. Existía un método decidido para la mayoría de sus ratificaciones y recompensas, las cuales eran empleadas para mantener intactos sus nuevos dominios. La eficacia de estas disposiciones queda demostrada por el hecho de que las tierras dentro de las fronteras establecidas en 1584 del dominio de Hideyoshi se mantuvieron virtualmente libres de rebeliones hasta su muerte. Más allá de esta esfera inmediata, las relaciones se fortalecieron con los clanes Mōri y Uesugi; ambas familias esencialmente se convirtieron en obedientes vasallos a pesar de que eran tratados como aliados.
En reconocimiento a sus logros, la corte imperial le otorgó el título de naidaijin en abril, el mismo mes en que él atacó a los monjes guerreros de los complejos budistas Negoroji y Saiga de la provincia de Kii y los sometió. El complejo Negoroji fue destruido, mientras que el complejo Saiga fue salvado una vez que los monjes se rindieron. Hideyoshi entonces se dispuso a conquistar Shikoku. Chosokabe Motochika, para entonces amo de aquella isla, hace tiempo en teoría se había opuesto a Hideyoshi, aunque lo único que hizo fue derrotar a Sengoku Hidehisa, un guerrero de Shikoku aliado con Hideyoshi. De todos modos, Hideyoshi aun podía considerar aquello como pretexto, y demandó al clan Chosokabe que entregara las provincias de Iyo y Awa. Motochika solicitó que solo Awa fuera entregada, un intento de negociación que incitó a Hideyoshi a ordenar una invasión.
En la más grande operación efectuada durante el periodo Sengoku, un total de 90 000 guerreros desembarcó en Shikoku en junio, entre fuerzas de Hideyoshi y el clan Mōri. Tras poco más de un mes de vaga resistencia, Motochika se rindió. Apartándose claramente de las políticas de Oda Nobunaga, Hideyoshi mostró al derrotado Chosokabe indulgencia. Motochika fue obligado a entregar Iyo, Awa y Sanuki, pero se le permitió conservar Tosa. El grupo de dependientes del clan Chosokabe también fue indultado, y se esperaba que Motochika continuara como cabeza de su clan. Lo acontecido con los Chosokabe contrastaba con lo que Nobunaga hizo con los clanes Asai, Asakura y, especialmente, Takeda, los cuales fueron erradicados tras ser derrotados. Hideyoshi podía darse el lujo de ser generoso con el clan Chosokabe, y más tarde, el clan Shimazu, pues estaban en la periferia de la política japonesa y también resultaron ser aliados útiles, y agradecidos. En comparación, Hideyoshi jamás habría perdonado a Shibata Katsuie, y su política hacia la resistencia por parte de las clases inferiores no era muy diferente a la de Nobunaga. En todo caso, la conquista de Shikoku envió un poderoso mensaje a los demás daimio: cuatro provincias habían sido sometidas en un mes y medio, y los Mōri, una de las familias más poderosas del Japón, habían acometido la invasión a las órdenes de Hideyoshi.

### Ejercicio de la regencia imperial

Blasón del clan Toyotomi.

Hideyoshi deseaba el título de shōgun para poder ser considerado el gobernante activo del Japón. Sin embargo, el emperador de Japón no podía otorgar tal distinción a una persona de orígenes humildes. Entonces solicitó al último sogún Muromachi, Ashikaga Yoshiaki, que lo aceptara como hijo adoptivo, pero Yoshiaki rehusó. Tras verse imposibilitado de convertirse en shōgun, el 6 de agosto de 1585 adquirió la más prestigiosa posición de «Regente Imperial» (Kanpaku), un hecho notable, pues hasta entonces todos los regentes habían sido miembros del clan Fujiwara. Para agregar algo de legitimidad a su nuevo puesto, se las arregló para ser adoptado por Konoe Sakihisa, un noble cortesano. Hideyoshi trató los asuntos domésticos con la misma velocidad y amplitud con la que lanzaba sus guerras; estableció un equipo de cinco administradores (bugyō) para administrar Kioto y publicó un edicto en el que se convertían en ilegales los gremios (za) de comerciantes. Una serie de agrimensuras a todas las tierras circundantes empezaron casi inmediatamente y para 1597 se habían realizado en todo el país. 
Asimismo, para ocultar sus orígenes humildes, se dedicó al estudio de la ceremonia del té japonesa y de la poesía. En noviembre de 1585 Hideyoshi mostró su agudeza cultural con una gran ceremonia del té realizada en el santuario de Kitano, un evento extravagante donde se mostraron los mejores artículos de cerámica y que proveyó a unos pocos afortunados la oportunidad de que el Kanpaku personalmente les preparara el té, a tal punto que Hideyoshi sirvió a 803 personas en un solo día. Nunca se había visto algo parecido en más de un siglo, y Hideyoshi sobrepasó al shōgun Ashikaga Yoshimitsu en cuanto a extravagancia, quizá con la intención de hacer quedar su nombre en la posteridad. El 29 de septiembre de 1586 Hashiba Hideyoshi adoptó el nombre 'Toyotomi', que consistía en caracteres que significan ‘Ministro generoso’. Así mostraba su intención de gobernar Japón.

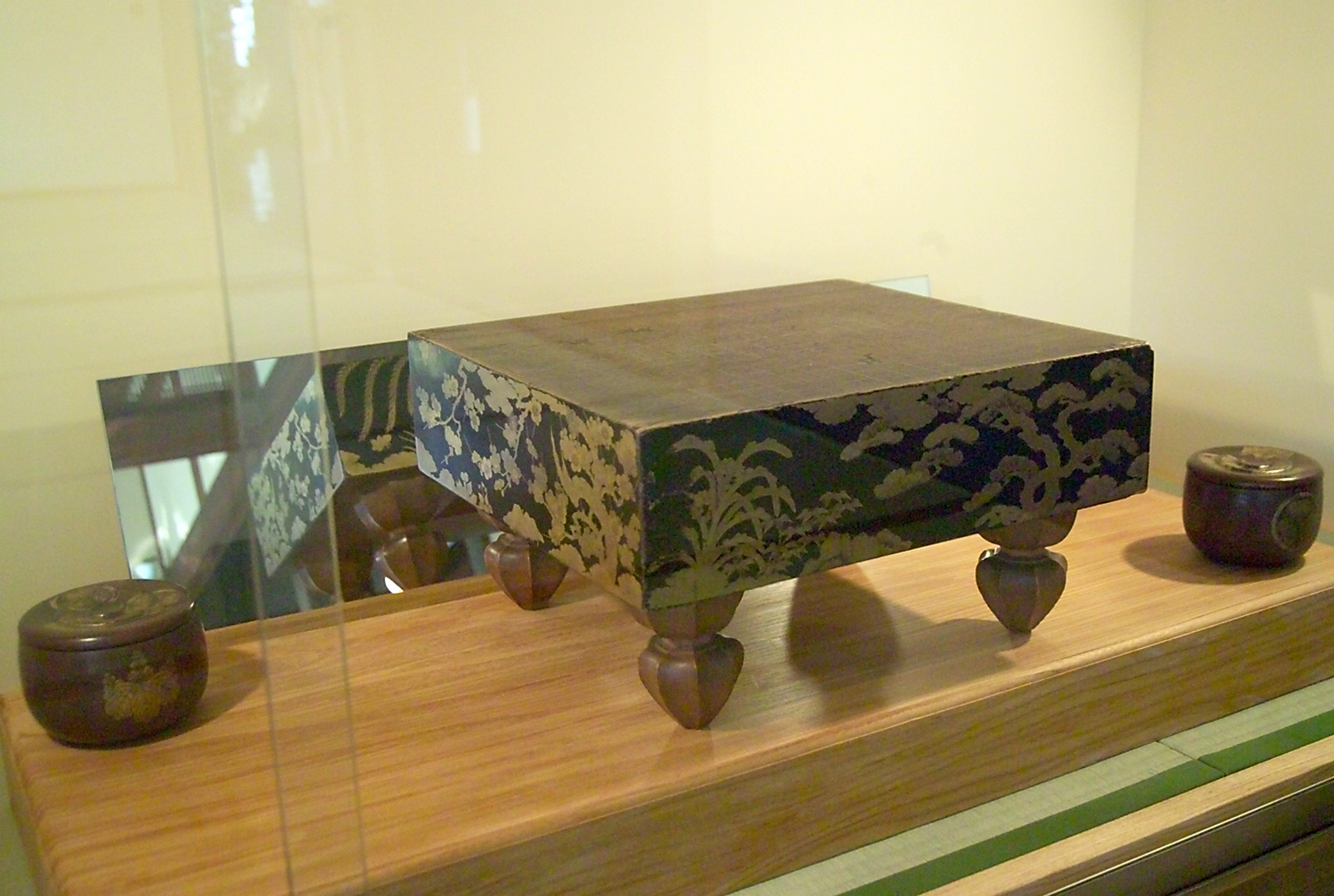
Tablero de Go utilizado por Toyotomi Hideyoshi y Tokugawa Ieyasu.

Pero aún tenía que superar dos obstáculos para hacer su sueño realidad: por un lado, tenía que derrotar al clan Shimazu, que estaba a punto de conquistar la provincia de Bungo, pudiendo así controlar por completo la isla de Kyūshū; y por otro lado también debía derrotar al clan Hōjō, que gobernaba la vasta región de Kantō y tenía una fuerte posición defensiva gracias a las murallas del Castillo Odawara y a las montañas de Hakone. Como se había apoderado de Shikoku, Hideyoshi podía concentrarse en conquistar Kyūshū. El 12 de noviembre de 1585 escribió una carta al jefe del clan Shimazu, Yoshihisa, demandándole que se retirara de Bungo. Yoshihisa a su vez respondió por medio de una agresiva carta. En consecuencia, el 20 de febrero de 1586 el ejército de Hideyoshi desembarcó en Kyūshū, y el 6 de junio derrotaron por completo al clan Shimazu. A los pocos días de esta batalla, Shimazu Yoshihisa se presentó ante Hideyoshi con su cabeza rapada y se rindió. Hideyoshi aceptó la rendición y anunció que permitiría a su clan retener las provincias de Satsuma, Ōsumi y el sur de Hyūga. Se ordenó el retiro de Yoshihisa y fue reemplazado por su hermano menor Yoshihiro como caudillo del clan.
Hideyoshi construyó un suntuoso palacio, el Jurakudai, en 1587 y expulsó de Kyūshū a los misioneros cristianos para obtener el apoyo de los budistas, impedir que los extranjeros intervinieran en la política interna de Japón al brindar su apoyo a quienes eran críticos de su gobierno y evitar que a través del comercio con los extranjeros los daimio tuvieran la oportunidad de obtener recursos para resistirse a la autoridad central de su gobierno. El 9 de mayo de 1588 fue anfitrión del emperador reinante, Go-Yōzei. Fue un evento elaborado que marcó la cúspide de su carrera: Hideyoshi, quien en el pasado fue un humilde portador de sandalias, hijo de un ashigaru, ahora le leía waka al emperador y lo entretenía con una serie de abundantes festines durante su visita de cinco días. Adicionalmente, hizo generosas contribuciones al tesoro imperial; es más, podría afirmarse que Hideyoshi y la Corte imperial tenían una relación de dependencia mutua: Hideyoshi devolvía a la corte el lujo y la pompa perdidos mientras que la corte, a su vez, le proveía a Hideyoshi de legitimidad.
En agosto de 1588, Hideyoshi impulsó una política controvertida que prohibía a los campesinos portar armas. Su intención era prevenir las insurrecciones, y la defendió con mano dura. Después, en 1591, promulgó su edicto sobre el Cambio de Estatus. Este último documento declaraba tres puntos: en primer lugar, todos los guerreros que regresaran a la vida de campesinos perderían su condición de samurái. En segundo lugar, todos los campesinos tenían prohibido convertirse en mercaderes o involucrarse en cualquier forma de comercio. Por último, el edicto prohibía el empleo de guerreros que habían abandonado a sus antiguos señores. Con estas medidas claramente diferenció a los guerreros de los campesinos, efectivamente terminó con las revueltas campesinas y aseguró una mayor estabilidad en Japón, aunque sacrificó la libertad individual de sus ciudadanos.
Durante la década de 1590 hizo escribir una serie de obras de teatro sobre su vida, que él mismo protagonizaba ante una audiencia de nobles y daimyos en Osaka. Entre 1592 y 1593, durante la invasión a Corea, protagonizó algunas obras en sus cuarteles generales en Nagoya, e invitaba a sus hombres a actuar en ellas, incluyendo a Tokugawa Ieyasu. Para entonces controlaba gran parte del país, desde la bahía de Kagoshima hasta las montañas de Hakone y las fronteras orientales de la provincia de Echigo. Solo el clan Hōjō y algunos daimyos del norte del país estaban fuera de su esfera de influencia. De ellos, solo los Hōjō constituían una verdadera amenaza, pues si Hideyoshi no los derrotaba, las ramificaciones políticas que formarían serían dañinas.
En mayo de 1590 Hideyoshi finalmente decidió someter al clan Hōjō, atacándolo por tres frentes: las fuerzas Tokugawa Ieyasu marcharon por la costa de Tōkaidō, los generales Sanada y Uesugi avanzaron hacia la provincia de Kozuke y el general Chosokabe, entre otros, desembarcaron en Izu. Los Hōjō optaron por encerrarse dentro de las amplias defensas del castillo Odawara, estrategia que en el pasado había resultado exitosa contra los invasores. El clan Hōjō confiaba en que el gran tamaño del ejército desplegado por Hideyoshi le provocaría problemas, pues requeriría de un gran esfuerzo logístico que fácilmente podría fracasar. Sin embargo, consciente de esto, Hideyoshi delegó la logística a expertos. Para mantener la moral en alto llevó al campo de batalla actores, permitió que se establecieran mercados para abastecer a sus soldados, e incluso permitió a sus generales que mandaran a traer a sus esposas. Finalmente, con pocas provisiones y sin visos de que terminara la guerra, el clan Hōjō se rindió.
La victoria de Hideyoshi durante el asedio de Odawara contra el clan Hōjō en la región de Kantō terminó con el último rastro de resistencia contra su autoridad, y significó el fin del periodo Sengoku. Poco tiempo después, el daimio Date Masamune se presentó ante él para mostrar sumisión, y tras una breve campaña sometió el norte del país. Para enero de 1591 todo el Japón había sido unificado. En septiembre de 1591 Hideyoshi vivió un momento de incertidumbre tras la muerte de su hijo único, y único heredero, Tsurumatsu. Cuando su medio hermano Hidenaga murió poco tiempo después, Hideyoshi nombró a su sobrino Hidetsugu como su nuevo heredero, adoptándolo en enero de 1592. El 11 de febrero Hideyoshi renunció como Kanpaku para adoptar el título por el cual sería más conocido: Taikō (regente retirado); su sucesor como Kanpaku fue Hidetsugu. Durante este período Japón logró un importante desarrollo en el comercio con el extranjero, pues Hideyoshi intentó abrir nuevas rutas comerciales a través del Este y el Sudeste asiático. Inclusive se formaron pequeños barrios nipones en Manila. En 1592 Hideyoshi se atrevió a enviar una carta al Gobernador General de las Filipinas Españolas en Manila exigiéndole tributo y sumisión.

### Invasión a Corea
A pesar de que su salud se deterioraba, Hideyoshi en verdad deseaba lograr alguna hazaña para engrandecer su legado, y en consecuencia adoptó el sueño de Oda Nobunaga de una conquista japonesa de China, llevando a cabo dos desafortunadas invasiones a Corea. Ya en 1586 Hideyoshi le contó al daimio Mōri Terumoto sus intenciones expansionistas. Desde 1587 Hideyoshi había estado en contacto con los coreanos para solicitarles que permitan a las tropas japonesas transitar a través de su territorio hacia China. Los coreanos rehusaron por completo a negociar, y en abril y julio de 1591 rechazaron las demandas del Japón. En agosto, Hideyoshi ordenó las preparaciones para una invasión a Corea.
El 23 de mayo de 1592 las primeras tropas japonesas desembarcaron en suelo coreano. Era un enorme ejército de más de 200 000 hombres, compuesto por fuerzas de varios clanes, entre los que destacaban los Mōri, Chosokabe, Shimazu, Nabeshima, Katō y Konishi; estaba dividido en dos fuerzas de asalto principales, comandadas por Konishi Yukinaga y Katō Kiyomasa. Partieron de Kyūshū e hicieron un rápido avance a través de la península coreana. Hideyoshi no fue parte de la expedición, y se quedó en Kyūshū. Durante la primera campaña, las tropas japonesas vencieron. En junio de 1592 los japoneses ya habían ocupado Seúl, y el rey coreano, Seonjo, había escapado al norte del territorio. Para finales de julio, el general japonés Konishi Yukinaga tomó Pionyang. Mientras tanto, el general Katō Kiyomasa se desplazó al norte a través de la península. En solo cuatro meses las tropas de Hideyoshi tenían una ruta a Manchuria y habían ocupado gran parte de Corea.
Sin embargo, tres factores se combinaron para provocar el fracaso de la expedición: La intervención de la armada coreana, que bajo el mando del Almirante Yi Sun Sin pronto contraatacó a la flota naval japonesa, cortando la línea de suministros de los japoneses; las guerrillas coreanas y la llegada de tropas chinas a los alrededores de Pionyang. Los chinos, enviados en 1593 por el emperador Wanli de la dinastía Ming, superaron en número a los japoneses, y obligaron a las tropas del general Yukinaga a retirarse de Pionyang en febrero para no ser incomunicados. Kiyomasa también tuvo que retirarse, y en julio la operación militar japonesa se detuvo. Hideyoshi entonces consideró conveniente negociar, e hizo una audaz oferta: haría un alto el fuego siempre y cuando, entre otras cosas, una hija del Emperador Ming le fuera entregada como concubina. Los chinos no aceptaron ninguna de sus peticiones, por lo que las hostilidades se reanudaron en 1597.

### Decadencia y deceso
En 1593 nació su segundo hijo, Hideyori, razón por la cual a Hideyoshi se le creó un problema, pues ya había designado como heredero suyo a Hidetsugu. Para evitar una guerra por la sucesión Hideyoshi envió a Hidetsugu al exilio en el Monte Koya, y luego le ordenó suicidarse en agosto de 1595. Los miembros de la familia de Hidetsugu que no siguieron su ejemplo fueron asesinados en Kioto, entre ellos 31 mujeres y varios niños.
Tras varios años de negociaciones, el 19 de marzo de 1597 Hideyoshi ordenó la reanudación de la guerra en Corea después de que los chinos ignoraron sus demandas. Para junio de 1598 la campaña perdió fuerza y el número de guerreros se redujo a aproximadamente 60 000, bajo los generales del clan Shimazu, Shimazu Yoshihiro y su hijo Tadatsune. La segunda invasión a Corea fue un rotundo fracaso, sellada por el «Milagro de Myongyang» del 26 de octubre, en el cual 16 navíos comandados por Yi Sun Sin derrotaron una flota japonesa de 133 navíos. Katō Kiyomasa y Asano Yukinaga fueron aislados en la fortaleza de Ulsan y soportaron un largo y brutal asedio que duró hasta 1598.
Durante la campaña de Corea, Hideyoshi ejecutó el 5 de febrero de 1597 a veintiséis cristianos en la colina Nishizaka a las afueras del puerto de Nagasaki. : 160  En ella murieron seis frailes franciscanos españoles y novohispanos, tres hermanos jesuitas japoneses y dieciocho asistentes japoneses de los frailes, entre ellos el novohispano san Felipe de Jesús, canonizado en 1862, como protomártir mexicano. Las causas exactas del martirio son difíciles de determinar ya que Hideyoshi había tolerado la presencia de misioneros hasta la fecha a pesar de haber promulgado en 1587 un edicto de expulsión de los clérigos cristianos en Japón.: 160–161 

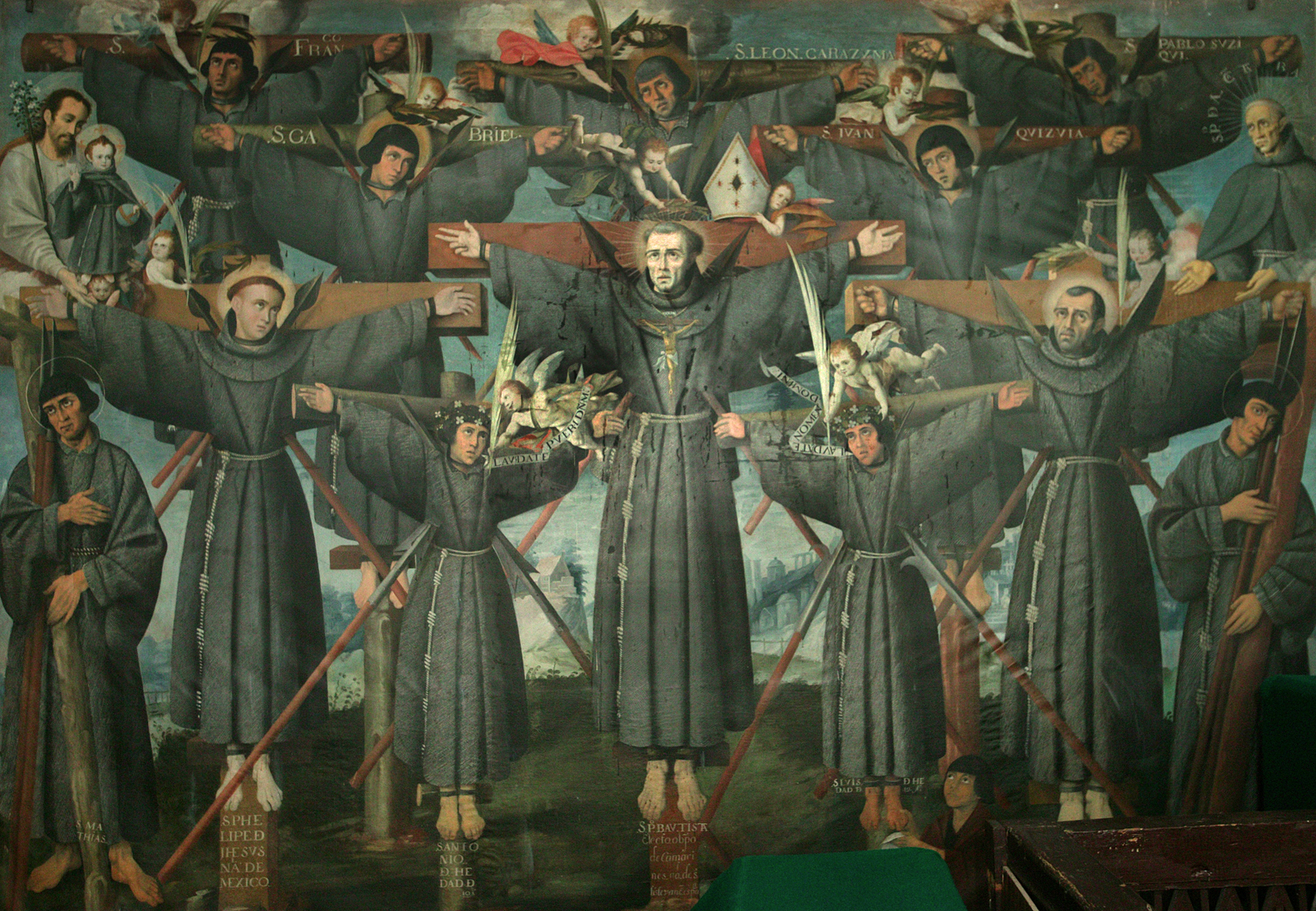
Veintiséis mártires cristianos de Nagasaki, -, Coro del templo de La Recoleta, Cuzco (Perú)

En septiembre de 1598, en medio de la segunda invasión a Corea, Toyotomi Hideyoshi falleció. La noticia de su muerte se mantuvo en secreto por el «Consejo de los Cinco Regentes» (cinco Tairō) para preservar la moral de las tropas. No fue hasta finales de octubre cuando enviaron un decreto a los comandantes japoneses para retirarse. Las expediciones militares, en vez de fortalecer su posición y prestigio, dejaron disminuido el tesoro del clan Toyotomi y a sus vasallos como responsables del fracaso, razón por la cual los clanes que le fueron leales a los Toyotomi se debilitaron.
Tras la muerte de Hideyoshi, el «Consejo de los Cinco Regentes» debía gobernar el Japón hasta que su hijo, Hideyori, fuera mayor de edad. Sin embargo, Tokugawa Ieyasu se separó del Consejo. Finalmente, en la batalla de Sekigahara, Ieyasu derrotó a Ishida Mitsunari, quien era leal a Hideyori, y fue declarado shogún. Tiempo después, durante el asedio de Osaka, el clan Toyotomi fue exterminado.

## Sobre su nombre

Firma estilizada de Hideyoshi.

Debido a su origen humilde y ascenso a la alta nobleza, Toyotomi Hideyoshi tuvo varios nombres a lo largo de su vida. Aunque generalmente se lo conoce como Toyotomi Hideyoshi en inglés, el último myōji (苗字, nombre familiar) que Hideyoshi adoptó es Hashiba (羽柴). Toyotomi (豊臣) es, de hecho, un uji o sei (氏 o 姓, nombre de clan) creado y otorgado por el emperador y usado concurrentemente con su myōji. En cuanto a la regla respecto al uji, su nombre correcto es Toyotomi no Hideyoshi, como en el caso de Minamoto no Yoshitsune.
El uji Toyotomi fue simultáneamente otorgado a un grupo de aliados que Hideyoshi había elegido, quienes a su vez adoptaron el nuevo uji "豊臣朝臣" (Toyotomi no asomi, ‘cortesano de Toyotomi’).

## Legado cultural
Toyotomi Hideyoshi cambió en muchos aspectos a la sociedad japonesa. Durante el periodo Sengoku era común que los campesinos se convirtieran en guerreros, o que los samurái se dedicaran a la agricultura y ganadería debido a la constante incertidumbre causada por la carencia de un gobierno centralizado y la precariedad de la paz.
Tras llegar al poder, Hideyoshi decretó que todos los campesinos fueran desarmados completamente. Esta medida solidificó el sistema de clases sociales para los próximos 300 años. Además, ordenó que todo Japón fuera registrado, razón por la cual se efectuó un censo en todo el archipiélago. Una vez que el censo terminó y todos los ciudadanos fueron registrados, exigió que todos los japoneses se quedaran en sus provincias respectivas (han), a menos que obtuvieran un permiso oficial para desplazarse fuera de ellas. Esta otra medida aseguró el orden en un período en el cual los bandidos merodeaban por el campo. Es más, al registrar el campo, las tierras y recursos del Japón podían ser usados apropiadamente, y se sentaron las bases de una tributación sistemática.

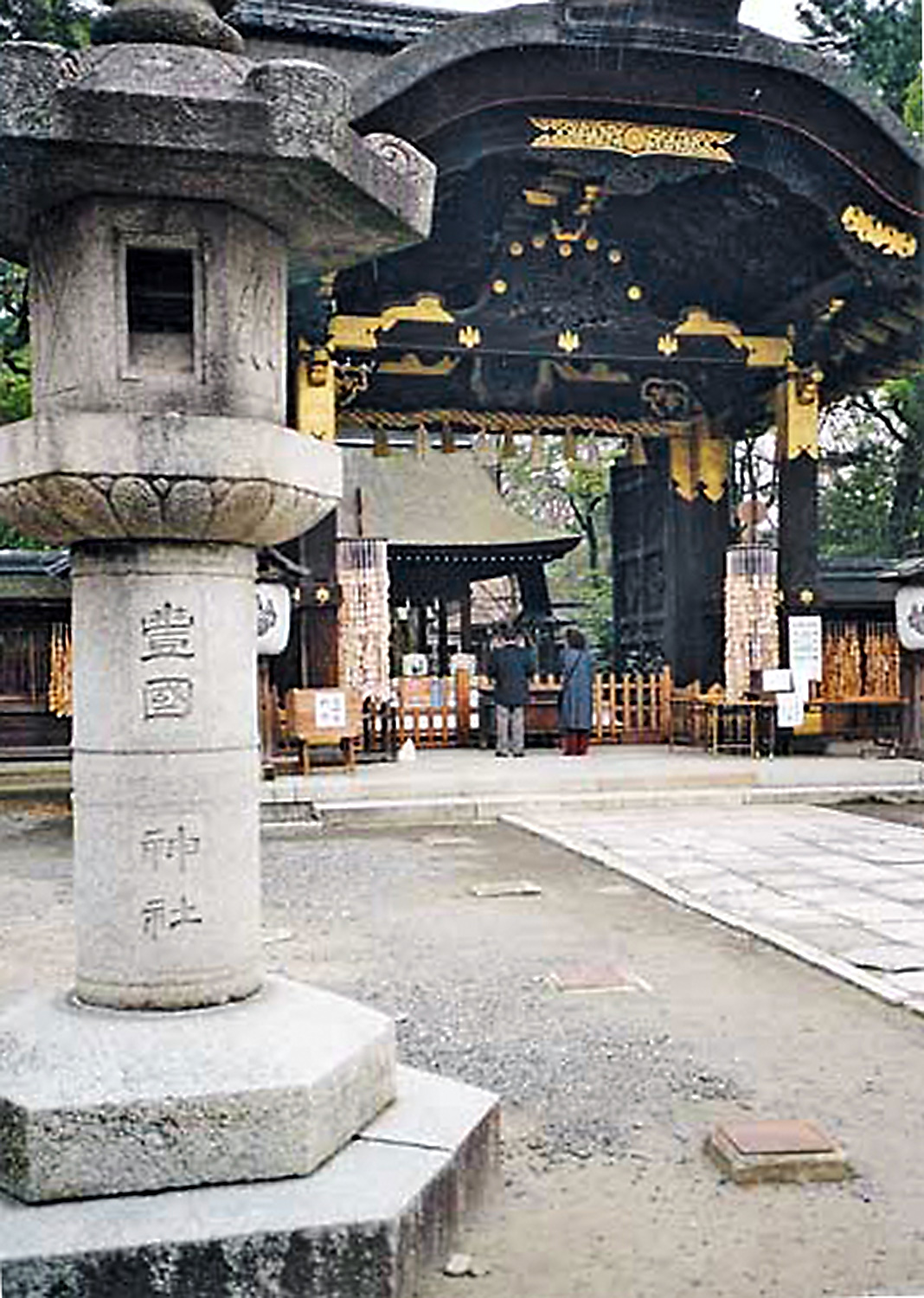
Templo Toyokuni (Kioto), dedicado a Hideyoshi.

En 1590 se terminó la construcción del Castillo Osaka, el más grande y formidable de todo Japón durante el gobierno de Hideyoshi. 
Sin embargo sus contribuciones no solo se limitaron a lo político o militar. Inspirado por el deslumbrante templo Kinkaku (‘Templo del pabellón de oro’) del noroccidente de Kioto, construyó un fabuloso salón portátil para tomar té, conocido como kigame no zashiki (‘cámara dorada’), cubierto con hojas de oro y forrado por dentro con seda de color rojo. Usando esta innovación móvil, podía practicar la ceremonia del té en cualquier lugar, demostrando su poder sin igual y estatus a su llegada.
En 1599, poco después de su muerte, sus restos fueron enterrados en la cima del Monte Amidaga-mine cerca del templo Hōkō-ji, de acuerdo con su testamento. En la falda del monte, como patrón del Hōkō-ji, fue construido el templo dedicado a Hideyoshi. El Emperador Goyōzei otorgó la primera clase superior de la divinidad a Hideyoshi, y el nombre de deidad, Hōkoku Daimyō-jin. En 1615 el shogunato Tokugawa abolió el título de deidad Hōkoku Daimyō-jin y los feudos del templo fueron confiscados. Sin embargo en 1868 el emperador Meiji revirtió aquella decisión. En 1965 el templo fue trasladado a su sitio actual en el recinto del castillo Osaka. Tan importantes fueron las reformas que implementó Hideyoshi, que Tokugawa Ieyasu construyó su shogunato sobre ellas, razón por la cual el legado cultural de Hideyoshi perduró en el Japón por mucho tiempo.
Por otro lado, sus invasiones a Corea causaron mucho sufrimiento al pueblo coreano, por la forma en que los japoneses trataron a la población civil. En la actualidad Hideyoshi es considerado un despreciable villano por los coreanos.